# Cornești, Iași
Cornești este un sat în comuna Miroslava din județul Iași, Moldova, România.

## Geografie
Cornești este situat la 6 km sud-vest de centrul comunei Miroslava. Este așezat astăzi pe valea dintre două dealuri la vest de municipiul Iași, la distanță de 10 km.

## Istoric
Satul Cornești este atestat din anul 1613. Acest sat a luat ființă la începutul secolului al XIX lea, prin aducerea unui grup de țărani clăcăși, originali din Italia, de către Constantin Anghel, tatăl scriitorului Dimitrie Anghel, pentru a face munci agricole pe moșia lui din Cornești. De la acești clăcăși a rămas numele de dealul "talienilor" ce se află la marginea satului.

## Personalități
- Dimitrie Anghel (1872-1914) - poet

## Obiective turistice
- Casa memorială Dimitrie Anghel din Cornești - construită în 1840, demolată după 1990
- Biserica „Bună Vestire", zidită în anul 1833 de către Arhiepiscopul Filaret Beldiman.